# Uijajärvi (Karesuando socken, Lappland)
Uijajärvi är en sjö i Kiruna kommun i Lappland och ingår i Torneälvens huvudavrinningsområde. Sjön har en area på 0,0861 kvadratkilometer och ligger 340 meter över havet.

## Delavrinningsområde
Uijajärvi ingår i det delavrinningsområde (761231-176174) som SMHI kallar för Ovan VDRID = Kiltijoki i Muonioälvens vattendrags*. Medelhöjden är 388 meter över havet och ytan är 49 kvadratkilometer. Räknas de 117 avrinningsområdena uppströms in blir den ackumulerade arean 2 469,3 kvadratkilometer. Muonioälven (Njärrejåkkå) som avvattnar avrinningsområdet har biflödesordning 2, vilket innebär att vattnet flödar genom totalt 2 vattendrag innan det når havet efter 436 kilometer. Avrinningsområdet består mestadels av skog (72 procent) och sankmarker (25 procent). Avrinningsområdet har 0,93 kvadratkilometer vattenytor vilket ger det en sjöprocent på 1,9 procent.